# Stemma del Nuovo Galles del Sud

Stemma del Nuovo Galles del Sud

Lo stemma del Nuovo Galles del Sud (in lingua inglese, Coat of arms of New South Wales) è l'emblema nazionale dell'omonimo Stato federato australiano. 
Fu disegnato dal tipografo e fotografo australiano William Applegate Guillick, approvato nel marzo 1906 dal premier del Nuovo Galles del Sud Joseph Carruthers e ufficialmente concesso allo Stato da re Edoardo VII del Regno Unito con un royal warrant dell'11 ottobre dello stesso anno.

## Descrizione
Lo stemma si compone di un leone e di un canguro dorati, che sorreggono uno scudo.
Lo scudo presenta quattro quarti azzurri divisi da una croce rossa con bordi argentati (trattasi della Croce di San Giorgio), sulla quale compaiono, al centro, un leone araldico e, su ciascuno dei quattro bracci, una stella a otto punte dorata. Detta croce, peraltro, costituisce anche il distintivo ufficiale (State badge) del Nuovo Galles del Sud.
Dei quattro quarti azzurri, quello in alto a sinistra e quello in basso a destra presentano un vello di pecora dorato appeso ad un anello, mentre quello in basso a sinistra e quello in alto a destra raffigurano un fascio di spighe di grano dorate.
Lo scudo è sovrastato da un sole nascente dorato con raggi culminanti in fiammelle rosse, poggiato su un drappo bianco e azzurro (tradizionali - sia pur non ufficiali - colori del Nuovo Galles del Sud).
Il leone e il canguro, infine, adagiano le zampe posteriori su un drappo rosa, bianco e rosso recante il motto ufficiale del Nuovo Galles del Sud: la frase in lingua latina "Orta recens, quam pura nites" (da poco sorta, quanto splendi limpida).

## Simbologia e interpretazione

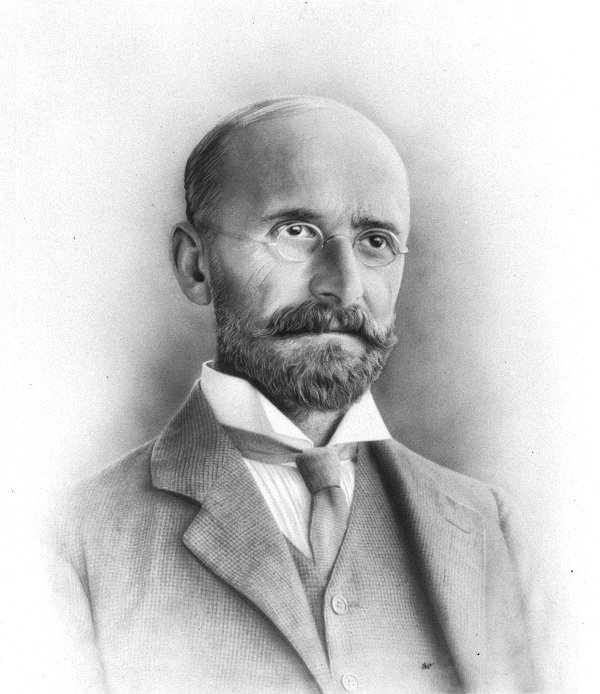
William Guillick, disegnatore dello stemma

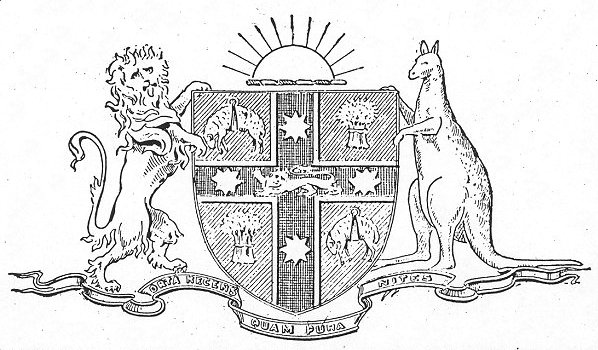
Stampa del disegno di Guillick, appena approvato dal premier Carruthers, sull'edizione del 30 marzo 1906 del Sydney Morning Herald

Secondo l'Heritage Office del Nuovo Galles del Sud, tali furono i significati attribuiti dall'autore William Guillick agli elementi presenti nello stemma:
- il vello di pecora d'oro ineriva alle grandi conquiste dell'Australia nelle "arti pacifiche" e Guillick lo inserì ispirandosi al simbolo dell'Ordine del Toson d'oro.

Oggi si riferisce tale elemento anche al grande sviluppo dell'industria laniera del Nuovo Galles del Sud;
- il fascio di spighe di grano rappresenta la fiorente attività agricola locale;
- il leone e il canguro dorati che sorreggono lo scudo ineriscono, il primo, alla discendenza britannica (non solo inglese, ma anche irlandese, gallese e scozzese) della maggioranza degli abitanti dello Stato e, il secondo, all'Australia (di cui il Nuovo Galles del Sud è lo Stato più antico);
- il motto "Orta recens, quam pura nites", ideato dal dottor Badham, preside della School of Arts dell'Università di Sydney negli anni settanta dell'Ottocento, fu scelto proprio da Guillicks come motto del Nuovo Galles del Sud, in quanto evocativo dell'importante posizione di quest'ultimo tra le nazioni;
- il sole nascente era un elemento presente nelle originarie insegne del Nuovo Galles del Sud ed evocato nell'antico motto dello Stato "Sorgi e splendi" (oltre che nel motto attuale).

Si ritiene che il sole nascente evochi anche il continuo progresso e sviluppo del Nuovo Galles del Sud.
Relativamente alla croce di San Giorgio con il leone e le stelle dorate, Guillick non ne fu l'autore (costituendo tale elemento lo State badge, cioè il distintivo ufficiale, del Nuovo Galles del Sud sin dal 15 febbraio 1876), ma decise ugualmente di aggiungerlo allo stemma, con i seguenti significati:
- la croce di San Giorgio in omaggio alla Royal Navy britannica, a cui appartenevano sia James Cook (autore della prima spedizione europea che esplorò la linea di costa del continente australiano) sia i primi quattro Governatori del Nuovo Galles del Sud Arthur Phillip, John Hunter, Philip King e William Bligh[4].

Guillick ammise che l'elemento fu aggiunto anche in omaggio all'allora premier del Nuovo Galles del Sud Joseph Carruthers, che all'Assemblea Legislativa del relativo Parlamento ricopriva il seggio di rappresentante del sobborgo di Saint George (presso Sydney).
- il leone dorato (noto come "leone del sud"), ricavato dallo stemma dell'Inghilterra (che ne presenta tre), a simboleggiare la fiera discendenza degli abitanti del Nuovo Galles del Sud dall'ex madrepatria;
- le quattro stelle dorate a otto punte a raffigurare la costellazione della Croce del Sud[3].